# シェリー (フォー・シーズンズの曲)
「シェリー」は、ザ・フォー・シーズンズが1962年に発表した楽曲。全米1位を記録。

## 概要
ボブ・ゴーディオ作詞作曲。ゴーディオによれば、この曲の執筆には約15分かかり、当初の題名は（当時のファーストレディ ジャクリーンケネディに敬意を表して）「ジャッキーベイビー」であった。1968年のインタビューで、ゴーディオは1961年のブルースチャンネルのヒット曲「Hey! Baby」にインスパイアされたと語っている。 
スタジオで、曲名は「テリーベイビー」に変更され、最終的にはゴーディオの親友、ニューヨークのDJジャックスペクターの娘の名前「シェリー」に変更された。 ゴーディオがこの曲について考えた名前の1つは、「Peri Baby」であった。これは、ボブクルーが働いたレコードレーベルの名前で、レーベルの所有者の娘にちなんで付けられた。 
シングルのB面は「以前泣いた」だった。 どちらのトラックも、グループの次のアルバムリリース、 ゴールデンヒッツオブザフォーシーズンズ （1963）に含まれている。
2023年4月12日、アメリカ議会図書館より、永久保存録音物として全米録音資料登録簿へ登録されることが発表された。

## チャート
| Chart (1962)                   | Peak position |
| ------------------------------ | ------------- |
| Australia                      | 3             |
| Canada                         | 1             |
| Asia+Southeast Asia            | 1             |
| Brazil                         | 13            |
| New Zealand (Lever Hit Parade) | 1             |
| UK                             | 8             |
| U.S. Billboard Hot 100         | 1             |
| U.S. Billboard R&B             | 1             |

| Chart (1958-2018)    | Position |
| -------------------- | -------- |
| US Billboard Hot 100 | 481      |

## 反響
「シェリー」は彼らのバンドで最初に全国的にリリースされたシングルであり、彼らの最初のナンバーワンヒットであり、1962年9月15日にUS ビルボードホット100のトップに達した。 5週間連続で1位、R＆Bチャートで1週間1位であった。「シェリー」は、R＆Bチャートでフォーシーズンズにとって最初のナンバーワンシングルになった。 

## カバー
- Hugo Montenegro & His Orchestra（1962年）※インストメタル
- ダニー飯田とパラダイス・キング（1963年）※訳詞:漣健児